# Meme Internet

Một ví dụ về hình ảnh macro, một loại meme Internet phổ biến trong những năm 2000.

Meme Internet, thường được gọi đơn giản là một meme (/miːm/ đọc như "mim"), là một loại meme được lan truyền qua Internet, thường thông qua các nền tảng truyền thông xã hội. Thông thường, thuật ngữ này cũng có thể đề cập cụ thể đến các phần của phương tiện truyền thông có định dạng chung của các meme trên, theo truyền thống nhưng không chỉ kết hợp các hình ảnh macro với một khái niệm hoặc cụm từ mang tính bắt chước. Những loại meme truyền thống này có thể rất đơn giản, thường có một từ hoặc cụm từ duy nhất. Trong một số trường hợp, những từ và cụm từ này chứa lỗi chính tả (chẳng hạn như địa điểm) hoặc ngữ pháp không chính xác (như doge và "Tất cả cơ sở của bạn thuộc về chúng tôi").
Tuy nhiên, trong thời gian gần đây, các meme đã phát triển từ các hình ảnh macro đơn giản với văn bản đến những thứ phức tạp hơn như thử thách, GIF và cảm giác lan truyền. Sự tiến hóa của chúng đã làm cho nó trở nên không phổ biến ngày nay mà không thấy một số dạng meme. Những phong trào nhỏ này có xu hướng lan truyền từ người này sang người khác thông qua mạng xã hội, blog, email trực tiếp hoặc các nguồn tin tức. Chúng có thể liên quan đến nhiều hiện nền văn hóa Internet hoặc nền văn hóa khác, thường tạo ra hoặc lây lan trên các trang web khác nhau. Các mốt và cảm giác có xu hướng phát triển nhanh chóng trên Internet vì giao tiếp tức thì tạo điều kiện cho việc truyền miệng. Một số ví dụ bao gồm đăng một bức ảnh của những người nằm xuống ở những nơi công cộng (được gọi là "planking") và tải lên một đoạn video ngắn về những người thực hiện Harlem Shake.
Từ meme do Richard Dawkins đưa ra trong cuốn sách 1976 của ông The Selfish Gene là một nỗ lực để giải thích thế nào ý tưởng tái tạo, biến đổi và tiến hóa (memetics). Khái niệm về meme Internet lần đầu tiên được Mike Godwin đề xuất trong số ra tháng 6 năm 1993 của Wired. Vào năm 2013, Dawkins đã mô tả một meme Internet là một meme bị thay đổi một cách có chủ ý bởi sự sáng tạo của con người. Dawkins giải thích rằng các meme trên Internet vì thế là "chiếm đoạt ý tưởng ban đầu", chính ý tưởng về một meme đã bị đột biến và phát triển theo hướng mới này. Hơn nữa, các memes Internet mang một thuộc tính bổ sung mà các mem thông thường không có: Các memes Internet để lại dấu tích trên phương tiện truyền thông qua đó chúng truyền bá (ví dụ, các mạng xã hội) khiến chúng có thể theo dõi và phân tích được.

## Các meme nổi tiếng trên Internet

### Ếch Pepe

Ếch Pepe

Là một chú ếch màu xanh lá có cơ thể hình người, bắt nguồn từ truyện tranh Boy's Club của Matt Furie. Chú ếch này trở nên nổi tiếng nhờ các trang mạng xã hội như Myspace, 4chan và Gaia Online. Có rất nhiều loại ếch Pepe khác nhau.

### Doge- Chú chó hạnh phúc

Dragon Dancing

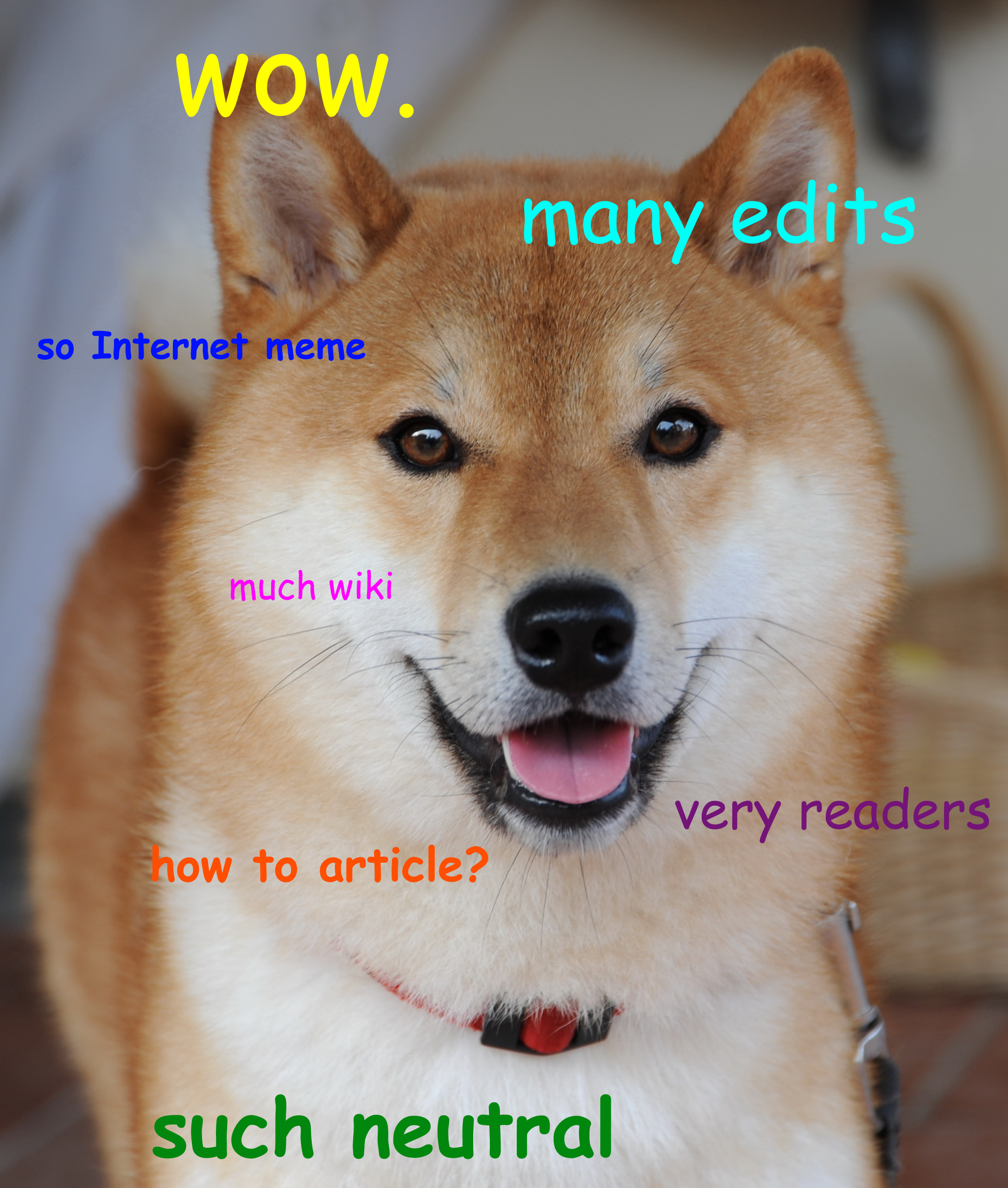
Một ví dụ của meme Doge

Là một meme bắt đầu nổi tiếng vào năm 2013 về một chú chó Shiba Inu. Meme này gồm hình ảnh của chú chó đó kèm theo những dòng chữ màu sắc phông chữ Comic Sans ở xung quanh, thể hiện những câu độc thoại nội tâm bị viết sai chính tả một cách có chủ đích. Đã có một loại tiền tệ kỹ thuật số lấy cảm hứng từ meme này là DOGE.

### Math Lady - Quý cô toán học
Một meme với hình ảnh một người phụ nữ đang tư duy với những hình học, con số xung quanh. Meme này thể hiện một tình huống nào đó mà bạn không thể hiểu được. Đây là một hình ảnh được photoshop của nữ diễn viên người Brazil Renata Sorrah.

### Blinking Guy - Người đàn ông nghi ngờ
Meme này là một ảnh gif, thể hiện phản ứng của người dùng về một điều không thể tin nổi, hoặc sự bối rối.

### Side-eye Chloe
Gương mặt đầy biểu cảm thể hiện sự khó hiểu, từ một bức ảnh của cô bé tên Chloe.

### Toothless Dance Meme
Là một meme đến từ một Youtuber có tên Cas van de Pol trong video "How to train your dragon"

Một form ảnh thông dụng cho hình ảnh macro

### Sách
- Blackmore, Susan (2000). The Meme Machine. OUP Oxford. ISBN 978-0-19-157461-0.
- Distin, Kate (2005). The Selfish Meme: A Critical Reassessment. Cambridge University Press. ISBN 978-0-521-60627-1.
- Mina, An Xiao (2019). Memes to Movements: How the World's Most Viral Media Is Changing Social Protest and Power. Beacon Press. ISBN 978-0807056585.
- Shifman, Limor (2013). Memes in Digital Culture. MIT Press. ISBN 978-0-262-31770-2.

### Bài viết
- Wiggins, Bradley (ngày 22 tháng 9 năm 2014). "How the Russia-Ukraine crisis became a magnet for memes". The Conversation.
- Wiggins, Bradley E; Bowers, G Bret (tháng 12 năm 2015). "Memes as genre: A structurational analysis of the memescape". New Media & Society. Quyển 17 số 11. tr. 1886–1906. doi:10.1177/1461444814535194. S2CID 30729349.